# Ордабасинський район
Ордаба́синський район (каз. Ордабасы ауданы, рос. Ордабасинский район) — адміністративна одиниця у складі Туркестанської області Казахстану. Адміністративний центр — село Темірлановка.

## Історія
Район утворений 29 лютого 1964 року як Бугунський шляхом відокремлення окремих частин Ариського, Алгабаського, Сайрамського та Туркестанського районів. 25 липня 1988 року Бугунський район був перейменований в Ариський район (окремо Ариський район існував у 1928-1963 роках). 13 жовтня 1989 року Бугунський район був виділений зі складу Ариського району. 4 травня 1993 року Бугунський район перейменовано в сучасну назву. Згідно з постановою Уряду Казахстану № 1110 від 18 жовтня 2013 року частини двох сільських округів (Бадамський, Буржарський) загальною площею 70,68 км² з двома населеними пунктами (Алтинтобе, Кокбулак) були приєднані до складу міста Шимкент.

## Населення
Населення — 123257 осіб (2021; 100441 у 2009; 78725 у 1999, 68422 у 1989).

## Склад
До складу району входять 10 сільських округів:
| Поселення                      | Площа, км² | Населення, осіб (1989) | Населення, осіб (1999) | Населення, осіб (2009) | Населення, осіб (2021) | Центр        | Населені пункти |
| ------------------------------ | ---------- | ---------------------- | ---------------------- | ---------------------- | ---------------------- | ------------ | --------------- |
| Бадамський сільський округ     | -          | 9957                   | 11074                  | 12747                  | 14902                  | Бадам        | 6               |
| Бугунський сільський округ     | -          | 4295                   | 4055                   | 4315                   | 3289                   | Бугунь       | 2               |
| Буржарський сільський округ    | -          | 7210                   | 8542                   | 9033                   | 9656                   | Бірлік       | 8               |
| Женіський сільський округ      | -          | 2003                   | 2180                   | 2387                   | 2120                   | Женіс        | 2               |
| Кажимуканський сільський округ | -          | 14779                  | 18724                  | 19956                  | 26066                  | Темірлановка | 7               |
| Карааспанський сільський округ | -          | 10776                  | 12153                  | 12757                  | 12091                  | Карааспан    | 14              |
| Каракумський сільський округ   | -          | 2953                   | 3068                   | 3114                   | 2782                   | Каракум      | 1               |
| Торткольський сільський округ  | -          | 9601                   | 11343                  | 12864                  | 12684                  | Тортколь     | 10              |
| Шубарський сільський округ     | -          | 6848                   | 7586                   | 6918                   | 7277                   | Чубар        | 6               |
| Шубарсуський сільський округ   | -          | -                      | -                      | 16350                  | 32390                  | Шубарсу      | 1               |

## Найбільші населені пункти
Населені пункти з чисельністю населення понад 2000 осіб:
| №  | Населений пункт | Населення, осіб (1989) | Населення, осіб (1999) | Населення, осіб (2009) | Населення, осіб (2021) |
| -- | --------------- | ---------------------- | ---------------------- | ---------------------- | ---------------------- |
| 1  | Шубарсу         | -                      | -                      | 16350                  | 32390                  |
| 2  | Темірлановка    | 9193                   | 11554                  | 12495                  | 17796                  |
| 3  | Бадам           | 5305                   | 5012                   | 6709                   | 9486                   |
| 4  | Тортколь        | 5077                   | 5991                   | 6762                   | 6917                   |
| 5  | Чубар           | 3904                   | 2664                   | 3539                   | 3789                   |
| 6  | Кайнар          | 2613                   | 3099                   | 3264                   | 3194                   |
| 7  | Бугунь          | 4196                   | 3752                   | 4117                   | 3168                   |
| 8  | Каракум         | 2953                   | 3068                   | 3114                   | 2782                   |
| 9  | Батир-ата       | 608                    | 1266                   | 1182                   | 2555                   |
| 10 | Интали          | 1703                   | 2204                   | 2217                   | 2390                   |
| 11 | Уялижар         | 1647                   | 1921                   | 2031                   | 2260                   |
| 12 | Женіс           | 1827                   | 2020                   | 2168                   | 2018                   |
| 13 | Коктобе         | 1226                   | 1550                   | 1682                   | 2018                   |